# Regionalwahl in den Abruzzen 1990
Die Regionalwahl in den Abruzzen 1990 fand am 6. und 7. Mai statt.

## Wahlergebnis
| Listen            | Listen                                        | Stimmen   | %    | Mandate |
| ----------------- | --------------------------------------------- | --------- | ---- | ------- |
|                   | Democrazia Cristiana                          | 395.036   | 46,7 | 20      |
|                   | Partito Comunista Italiano                    | 173.665   | 20,5 | 8       |
|                   | Partito Socialista Italiano                   | 124.102   | 14,7 | 6       |
|                   | Movimento Sociale Italiano – Destra Nazionale | 31.776    | 3,8  | 1       |
|                   | Partito Repubblicano Italiano                 | 28.875    | 3,4  | 1       |
|                   | Partito Socialista Democratico Italiano       | 23.817    | 2,8  | 1       |
|                   | Partito Liberale Italiano                     | 19.333    | 2,3  | 1       |
|                   | Lista Verde                                   | 17.622    | 2,1  | 1       |
|                   | Antiproibizionisti sulla Droga                | 15.396    | 1,8  | 1       |
|                   | Verdi Arcobaleno                              | 7.682     | 0,9  | –       |
|                   | Democrazia Proletaria                         | 5.948     | 0,7  | –       |
|                   | Caccia Pesca Ambiente                         | 1.981     | 0,2  | –       |
|                   | Lega Lombarda – Lega Centro                   | 1.567     | 0,2  | –       |
| Gesamt            | Gesamt                                        | 846.800   | 100  | 40      |
|                   |                                               |           |      |         |
| Ungültige Stimmen | Ungültige Stimmen                             | 61.323    | 6,8  |         |
| Wähler            | Wähler                                        | 908.123   | 82,6 |         |
| Wahlberechtigte   | Wahlberechtigte                               | 1.099.615 |      |         |